# 정과정 유적지
정과정 유적지(鄭瓜亭 遺蹟址)는 부산광역시 수영구 일원에 있는 고려시대의 정과정 관련 유적지이다.
2003년 5월 6일 부산광역시 기념물 제54호 정과정유적지로 지정되었다가, 2014년 9월 3일 띄어쓰기를 적용하여 정과정 유적지로 명칭이 변경되었다.

## 개요
정과정은 고려시대 문신인 정서가 유배생활을 할 때 정자를 짓고 오이밭을 일구며 임금을 그리워하는 고려가요인 정과정곡(鄭瓜亭曲)을 지은 곳으로, <동국여지승람(東國輿地勝覽)>, <동래부지(東萊府誌)> 등에 의하면 과정(瓜亭)은 '동래부(東萊府) 남쪽 10리에 위치하고 있으며, 정자는 없으나 그 터는 남아 있다'고 기록되어 있다.
이 기록을 토대로 추정해 보면 정과정의 현재 위치는 수영강변을 따라 수영하수처리장에서 고려제강에 이르는 지역으로 추정된다. 그러나 이 일대 대부분의 지역은 개발 등으로 인해 원 지형을 찾기 어려우며, 망미2동 산 6-2번지 일원 약 1,240평 정도만이 원 지형을 간직한 녹지로 남아 있다.
이 곳에는 경암(鏡巖, 용두곶)이라는 바위가 있고, 보호수 1그루와 1984년 토향회에서 건립한 정과정시비(鄭瓜亭詩碑)가 있는 등 자연경관이 수려한 곳이다. 과정은 이 곳을 중심으로 하여 '오옹건내'를 건너서 오이밭을 일구고, 또한 이 곳에서 망산(望山, 현 도시고속도로 건너 망미주공아파트가 들어서 있는 곳)에 올라가 임금이 계시는 개경(開京)을 바라보며 배산쪽을 향해 임금께 잔을 바쳤다 하여 배산(背山)을 '배산(盃山)'이라 하였다고 전해지는 곳이다.
정서는 고려시대 문인으로 본관은 동래(東萊), 호는 과정(瓜亭)으로 생몰년은 미상이며, 지추밀원사 정항(知樞密院事 鄭沆)의 아들이며 인종의 비인 공예태후 동생의 남편으로 왕의 총애를 받았다. 벼슬은 내시중랑(內侍郎中)에 이르렀으나 1151년(의종 5) 정함(鄭　), 김존중(金存中)의 참소로 동래 및 거제로 유배되었다가 1170년(명종 1) 풀려났다. 문장에 뛰어났으며, 저서로는 <과정잡서(瓜亭雜書)>가 있고, 유배지에서 지은 <정과정곡> 이 있다.
정서가 유배지인 동래에서 지은 가요인 <정과정곡>은 <고려사(高麗史)> 악지(樂志)에 제작 동기와 이제현(李齊賢)의 해시(解詩)가 수록되어 있으며, 우리말 노래는 <악학궤범(樂學軌範)>에 전하고 있고, <대악후보(大樂後譜)>에는 노래와 함께 곡조도 표시되어 있다. 우리말로 적혀 전하는 고려가요 가운데 유일하게 작자를 알 수 있는 작품이다.
유배지에서 신하가 임금을 그리워하는 정을 절실하고 애달프게 노래하였다 하여 '충신연주지사(忠臣戀主之詞)'로 널리 알려졌으며 이 때문에 궁중의 속악 악장으로 채택되어 기녀(妓女)는 물론 사대부간에도 학습의 대상이 되었다.
또한 조선시대 정철(鄭澈)의 <사미인곡(思美人曲)>, <속미인곡(續美人曲)>과 같은 연주지사(戀主之詞)의 원류가 되는 등 정과정곡은 '충신연주지사(忠臣戀主之詞)' 및 '유배문학(流配文學)의 원류'라 할 수 있다. 형식은 문학상으로는 10구체 단연(單聯)으로 되어 있으며, 악곡상으로는 속악에서 가장 빠른 템포인 '삼진작(三眞勺)'으로 모두 11개의 악절로 나뉘어 불렀다.
정과정유적지는 위에서 고려시대 문신인 정서가 유배생활을 하면서 우리말로 적혀 전하는 고려가요 가운데 유일하게 작자를 알 수 있는 작품으로, 우리나라 가사문학 연구에 중요한 위치를 차지하고 있을 뿐 아니라 '충신연주지사' 및 '유배문학의 원류'라 할 수 있는 '정과정곡'을 지은 곳이라는 점에서 문학사적, 역사적 가치가 매우 중요한 곳이라 할 수 있다.

## 같이 보기
- 정과정

## 참고 자료
- 정과정유적지 - 국가유산청 국가유산포털